# 켈리 크레이그

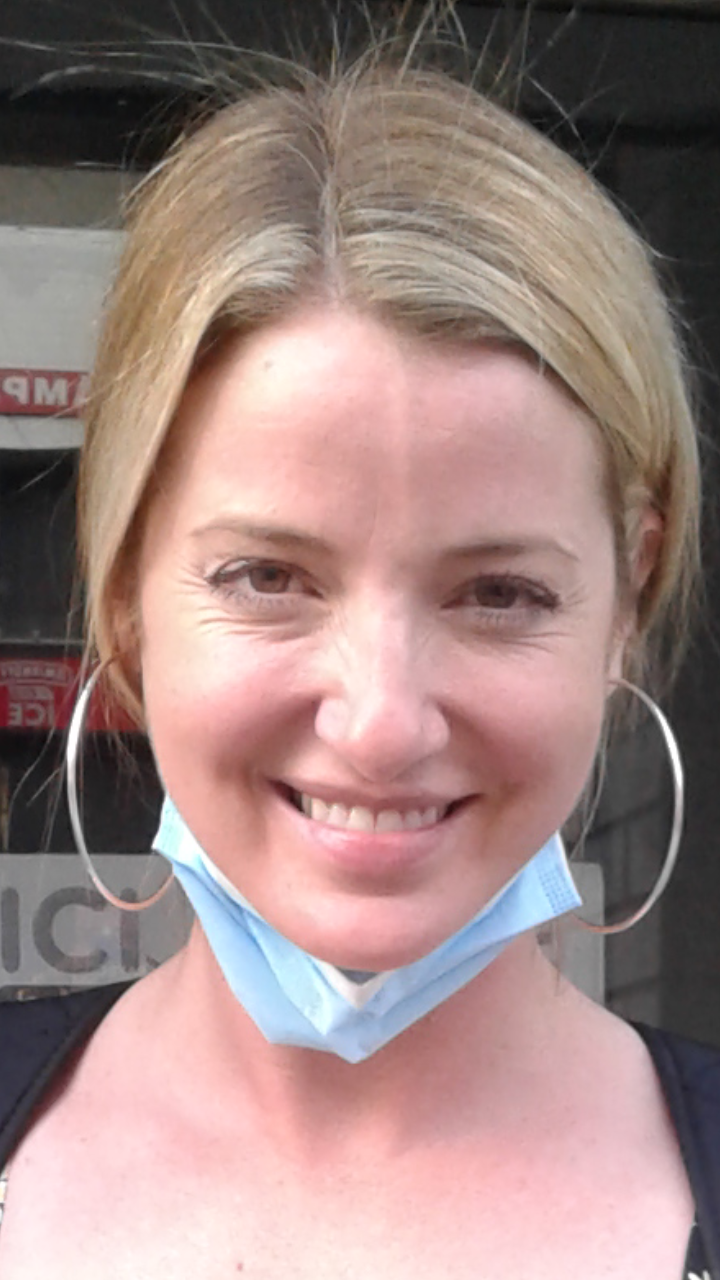

켈리 크레이그(Kelly Craig, 1984년 10월 1일 ~ )는 캐나다의 배우, 모델이다.
몬트리올에서 태어났다.

## 영화
- 300 (2006년) - 오라클 걸, 신탁녀 역
- 아이 온 줄리엣 (2017년) - Abbey